# American Eagle (empresa aérea)
American Eagle é uma filial regional da American Airlines, sob a qual operam seis companhias aéreas regionais individuais, realizando voos de curta e média distância. Três dessas companhias aéreas, a Envoy Air, a Piedmont Airlines e a PSA Airlines, são subsidiárias integrais do American Airlines Group . O maior hub da American Eagle é o Saguão E do Aeroporto Internacional Charlotte-Douglas, onde mais de 340 voos são operados diariamente, fazendo desta a maior operação de jatos regionais do mundo.

## História

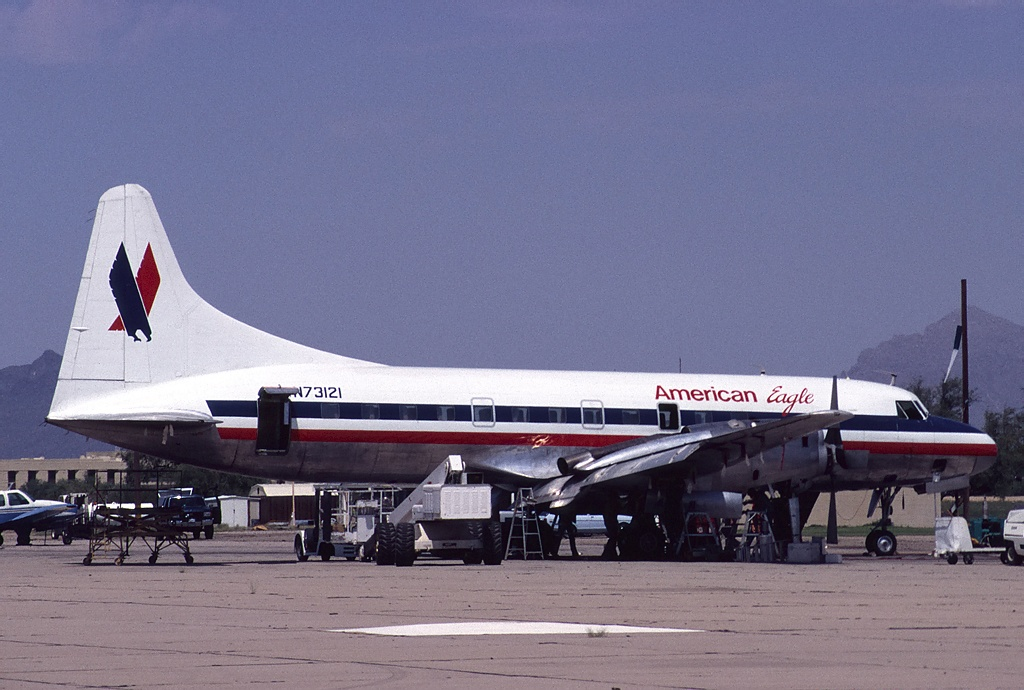
Um Convair 580, semelhante ao que operou o voo inaugural da American Eagle

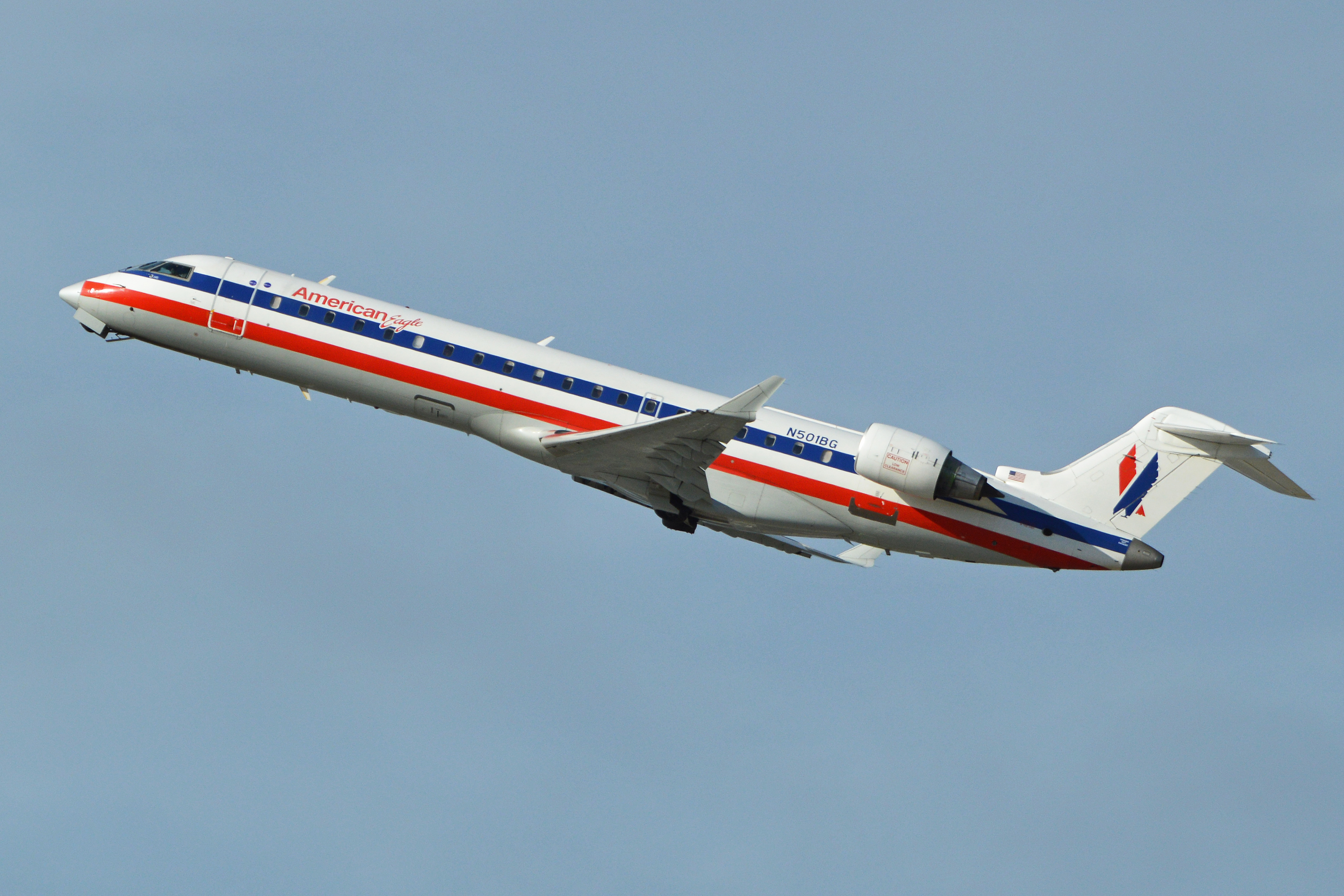
Um Bombardier CRJ700 da American Eagle

Até 1978, antes da Lei de Desregulamentação das Companhias Aéreas, a maioria das principais empresas aéreas americanas mantinham relações próximas com empresas aéreas de transporte regional independentes para transportar passageiros de localidades menores para cidades maiores e, a partir dali, para as empresas aéreas tradicionais, maiores. Após a regulamentação, o sistema hub-and-spoke se destacou e, visando direcionar o tráfego dos mercados menores para esses hubs recém-estabelecidos, as principais operadoras passaram a terceirizar suas operações regionais para essas operadoras menores. Tais relacionamentos incluíam o uso de compartilhamento de código, uso compartilhado da marca e listagem de parceiros regionais nos sistemas informatizados de reservas da operadora principal.
A American Eagle iniciou suas operações em 1º de novembro de 1984, quando a Metroflight Airlines, subsidiária integral da Metro Airlines, se tornou a primeira operadora a aderir à rede.  O primeiro voo realizado sob a bandeira da American Eagle foi operado pela Metro naquele mesmo dia, decolando de Fayetteville, Arkansas, com destino ao Aeroporto Internacional de Dallas/Fort Worth (DFW), voando uma aeronave turboélice Convair 580.  A Metroflight também foi responsável por operar aeronaves turboélice De Havilland Canada DHC-6 de passageiros, em voos da American Eagle que atendem DFW.  A Chaparral Airlines foi a segunda operadora a aderir à rede, iniciando voos operados sob a bandeira da American Eagle a partir de 1º de dezembro de 1984. Outras operadoras posteriormente contratadas pela American Airlines para voar sob a bandeira da American Eagle nesta época incluíram a Air Midwest, a Air Virginia (que mais tarde se tornou a AVAir), a Command Airways, a Simmons Airlines e a Wings West[carece de fontes?].
Em 15 de setembro de 1986, a Executive Airlines entrou para o sistema American Eagle. Com operações de hub realizadas a partir do Aeroporto Internacional Luis Muñoz Marín, em San Juan, Porto Rico, a entrada da empresa para a família American Eagle abriu uma extensa rede, interligando ilhas por todo o Caribe[carece de fontes?].
Entre 1987 e 1989, a AMR Corporation, antiga controladora da American Airlines, gradualmente  adquiriu a maior parte de suas empresas aéreas regionais, começando pela Simmons Airlines. Em 1991, a AMR consolidou suas empresas regionais em quatro entidades separadas: a Executive Airlines, a Flagship Airlines, a Simmons Airlines e a Wings West.  Em 1993, a AMR comprou os ativos da falida Metro Airlines, se tornando dona de todas as companhias aéreas que operavam para a American Eagle[carece de fontes?].
Em 15 de maio de 1998, a Flagship Airlines e a Wings West foram fundidas com a Simmons Airlines, sendo que a nova entidade foi batizada com o nome de American Eagle Airlines. Em conjunto com a Executive Airlines, estas foram as únicas operadoras a voar sob a bandeira American Eagle durante os próximos catorze anos. 
Após a aquisição da Trans World Airlines (TWA) pela American Airlines em 2001, os contratos com as empresas aéreas que operavam sob a bandeira Trans World Express foram mantidos. Na época, entre as empresas, estavam a Chautauqua Airlines, a Corporate Airlines e a Trans States Airlines. No entanto, ao invés de serem integradas à bandeira da American Eagle, tais operadoras voaram sob uma marca regional separada, conhecida como AmericanConnection . Esta marca independente foi usada por treze anos, antes de ser descontinuada em 2014[carece de fontes?].

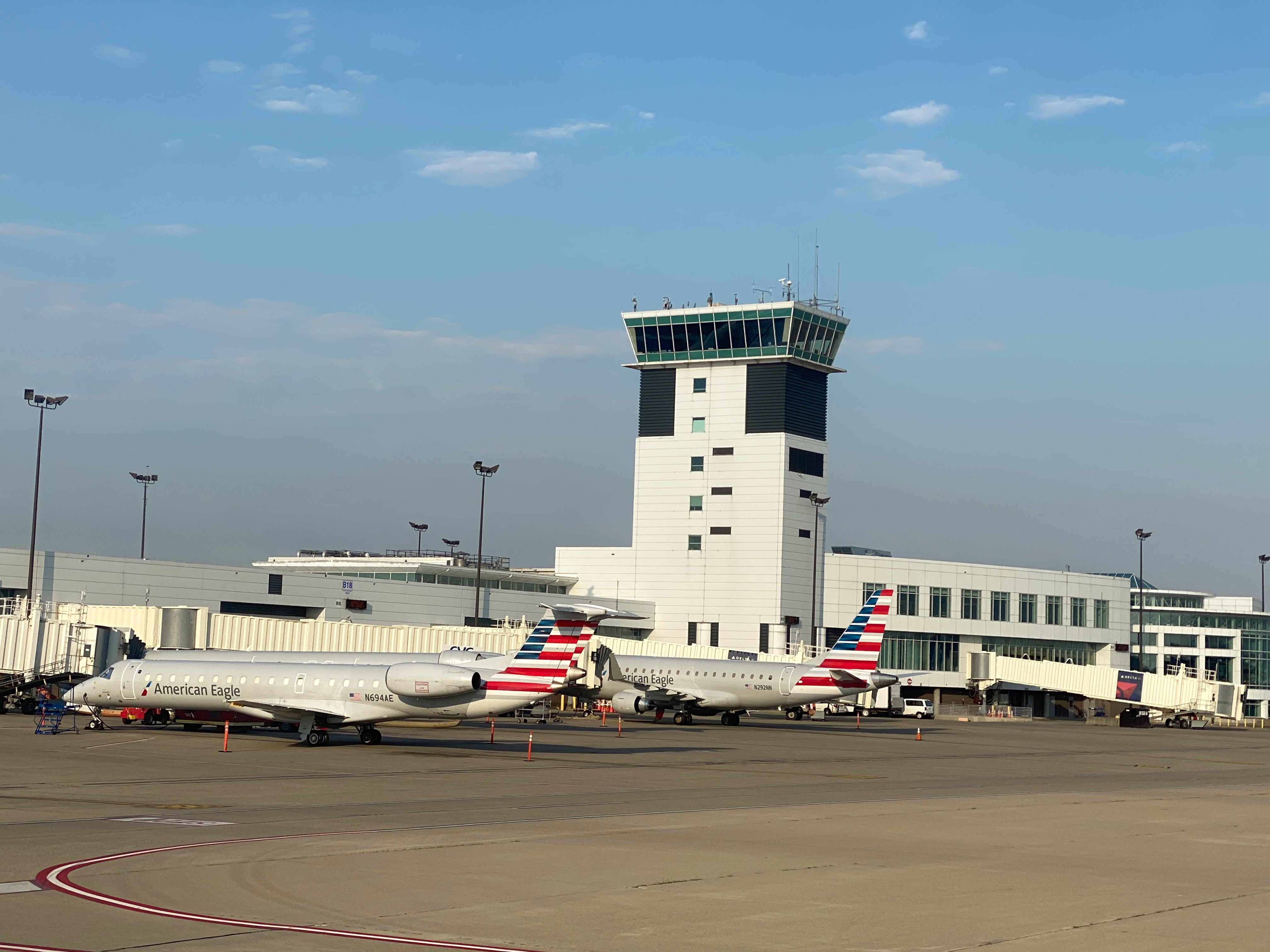
Aeronave American Eagle estacionada no Aeroporto Internacional de Cincinnati/Northern Kentucky.

### Década de 2010
A AMR anunciou, como parte de seu plano de reestruturação visando sair do capítulo 11 da concordata, que começaria a contratar a American Eagle para voar com empresas aéreas além de suas próprias subsidiárias. Em 15 de novembro de 2012, a SkyWest Airlines e a ExpressJet Airlines, ambas subsidiárias da SkyWest, iniciaram operações sob a bandeira da American Eagle.  Em 1º de agosto de 2013, a Republic Airways, subsidiária da Republic Airways Holdings, começou a voar sob a marca da American Eagle como parte de um acordo de compra de capacidade de 12 anos para a operação de aeronaves Embraer 175 para a American Eagle. 
Em 12 de setembro de 2012, a AMR anunciou a descontinuação da marca AmericanConnection, dizendo também que todas as suas operações seriam integradas à bandeira American Eagle.  A Chautauqua Airlines, subsidiária da Republic Airways Holdings e única operadora de voos da AmericanConnection à época do anúncio, no entanto, optou por não renovar seu contrato. Assim, todos os voos da AmericanConnection cessaram a 19 de agosto de 2014.
A Executive Airlines encerrou as operações do serviço American Eagle em 31 de março de 2013, ao mesmo tempo em que desativou sua base em San Juan.
Como um número crescente de outras empresas aéreas estavam sendo contratadas para voar sob a bandeira da American Eagle, a American Eagle Airlines anunciou, em 15 de janeiro de 2014, que mudaria seu nome para Envoy Air. A mudança entrou em vigor a partir de 15 de abril de 2014.
A Compass Airlines, subsidiária da Trans States Holdings, iniciou as operações sob a American Eagle em 27 de março de 2015, como parte de um acordo de operação de 20 novas aeronaves Embraer 175 em nome da American. Tais aeronaves estão baseadas no centro de operações da American em Los Angeles. 
A Air Wisconsin anunciou que passaria a voar exclusivamente como United Express a partir de 2018, encerrando assim seu envolvimento na operação de voos da marca American Eagle. 
Em maio de 2018, a American Airlines anunciou que encerraria suas parcerias com a ExpressJet e a Trans States Airlines a partir do ano seguinte, 2019, assim encerrando o ciclo das operadoras que realizavam voos da American Eagle. 
Em março de 2020, por conta da redução do número de voos em decorrência da pandemia de COVID-19, a Compass Airlines anunciou o encerramento de suas operações como parte da American Eagle em 5 de abril de 2020. 
Em setembro de 2020, a Envoy Air, subsidiária da American Eagle, anunciou que fecharia permanentemente suas duas bases na cidade de Nova Iorque, no Aeroporto LaGuardia e no Aeroporto Internacional John F. Kennedy, devido a um novo acordo de codesharing celebrado entre a American Airlines e a JetBlue[carece de fontes?].
Em 10 de janeiro de 2025, a Air Wisconsin anunciou que encerraria as operações do CRJ-200 para a American Eagle, para que esta última pudesse prosseguir com suas próprias operações do Essential Air Service. Estima-se que a American e a Air Wisconsin continuem a manter uma relação de integração e de codeshare com a American. 

## Operadores e frota

### Frota
Desde janeiro de  2025, a frota de aeronaves combinadas que operam sob a bandeira da American Eagle consiste dos seguintes jatos regionais: 
| Empresa                                 | Aeronave                                | Na frota                                | Pedidos                                 | Passageiros                             | Passageiros                             | Passageiros                             | Passageiros                             | Observações                                                                            |
| Empresa                                 | Aeronave                                | Na frota                                | Pedidos                                 | J                                       | Y+                                      | Y                                       | Total                                   | Observações                                                                            |
| Subsidiárias do American Airlines Group | Subsidiárias do American Airlines Group | Subsidiárias do American Airlines Group | Subsidiárias do American Airlines Group | Subsidiárias do American Airlines Group | Subsidiárias do American Airlines Group | Subsidiárias do American Airlines Group | Subsidiárias do American Airlines Group | Subsidiárias do American Airlines Group                                                |
| --------------------------------------- | --------------------------------------- | --------------------------------------- | --------------------------------------- | --------------------------------------- | --------------------------------------- | --------------------------------------- | --------------------------------------- | -------------------------------------------------------------------------------------- |
| Envoy Air                               | Embraer 170                             | 43                                      | 36                                      | 12                                      | 20                                      | 34                                      | 65                                      | 1 assento bloqueado. Pedidos a serem transferidos da Delta Connection e United Express |
| Envoy Air                               | Embraer 175                             | 122                                     | —                                       | 12                                      | 20                                      | 44                                      | 76                                      |                                                                                        |
| Piedmont Airlines                       | Embraer ERJ 145                         | 61                                      | —                                       | –                                       | 3                                       | 47                                      | 50                                      |                                                                                        |
| PSA Airlines                            | Bombardier CRJ700                       | 60                                      | —                                       | 9                                       | 12                                      | 44                                      | 65                                      | Um acidente, voo 5342                                                                  |
| PSA Airlines                            | Bombardier CRJ900                       | 80                                      | 14                                      | 12                                      | 24                                      | 40                                      | 76                                      | 1 assento bloqueado em 35 aeronaves                                                    |
| Empresas terceirizadas                  |                                         |                                         |                                         |                                         |                                         |                                         |                                         |                                                                                        |
| Air Wisconsin                           | Bombardier CRJ200                       | 40                                      | —                                       | –                                       | –                                       | 50                                      | 50                                      | Encerrará atividades em abril de 2025                                                  |
| Republic Airways                        | Embraer 170                             | 1                                       | —                                       | 12                                      | 20                                      | 34                                      | 65                                      | 1 assento bloqueado A ser transferido para a Envoy Air                                 |
| Republic Airways                        | Embraer 175                             | 91                                      | —                                       | 12                                      | 20                                      | 44                                      | 76                                      |                                                                                        |
| SkyWest Airlines                        | Bombardier CRJ700                       | 90                                      | [10]                                    | 9                                       | 16                                      | 40                                      | 65                                      | 10 em transferência para a Delta Connection                                            |
| SkyWest Airlines                        | Embraer 175                             | 20                                      | —                                       | 12                                      | 20                                      | 44                                      | 76                                      |                                                                                        |
| Total                                   | Total                                   | 608                                     | 40                                      |                                         |                                         |                                         |                                         |                                                                                        |

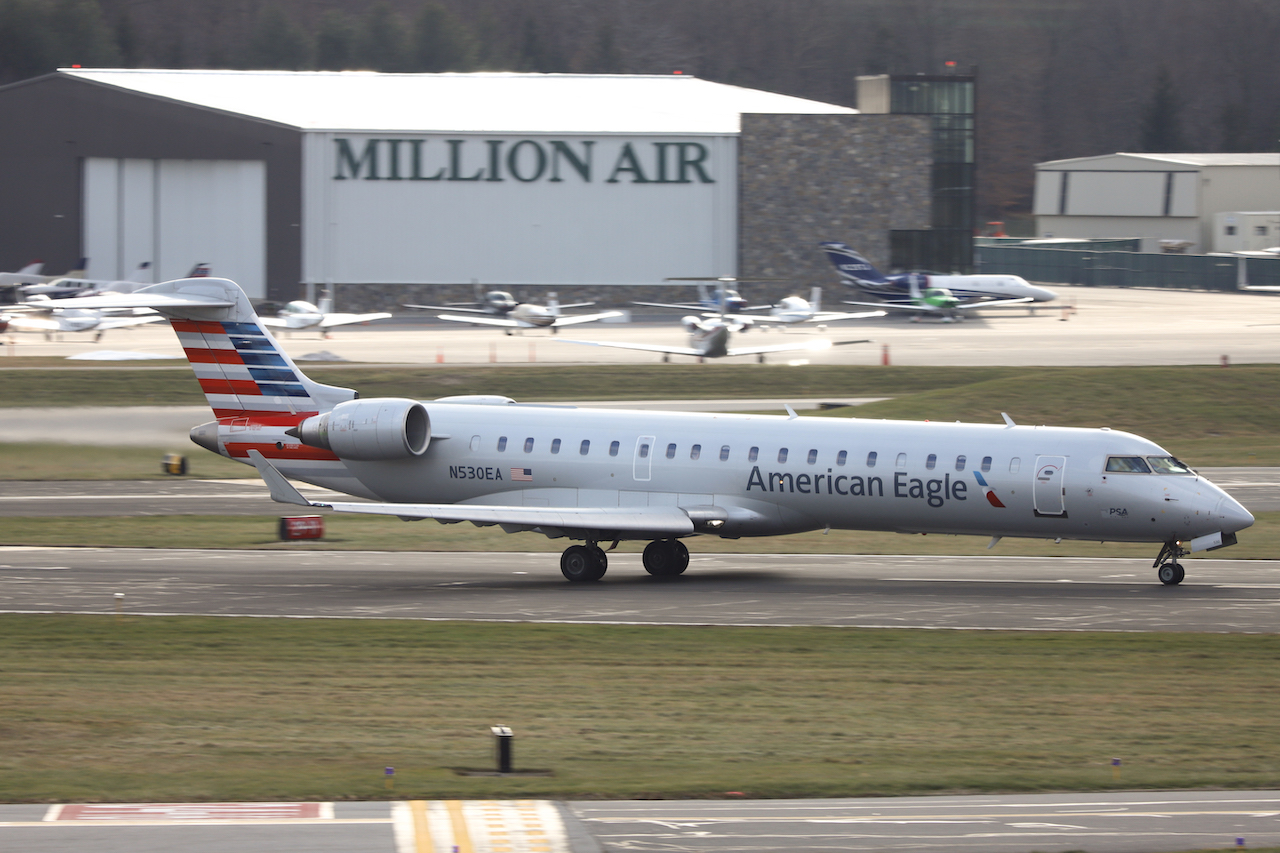
Bombardier CRJ700

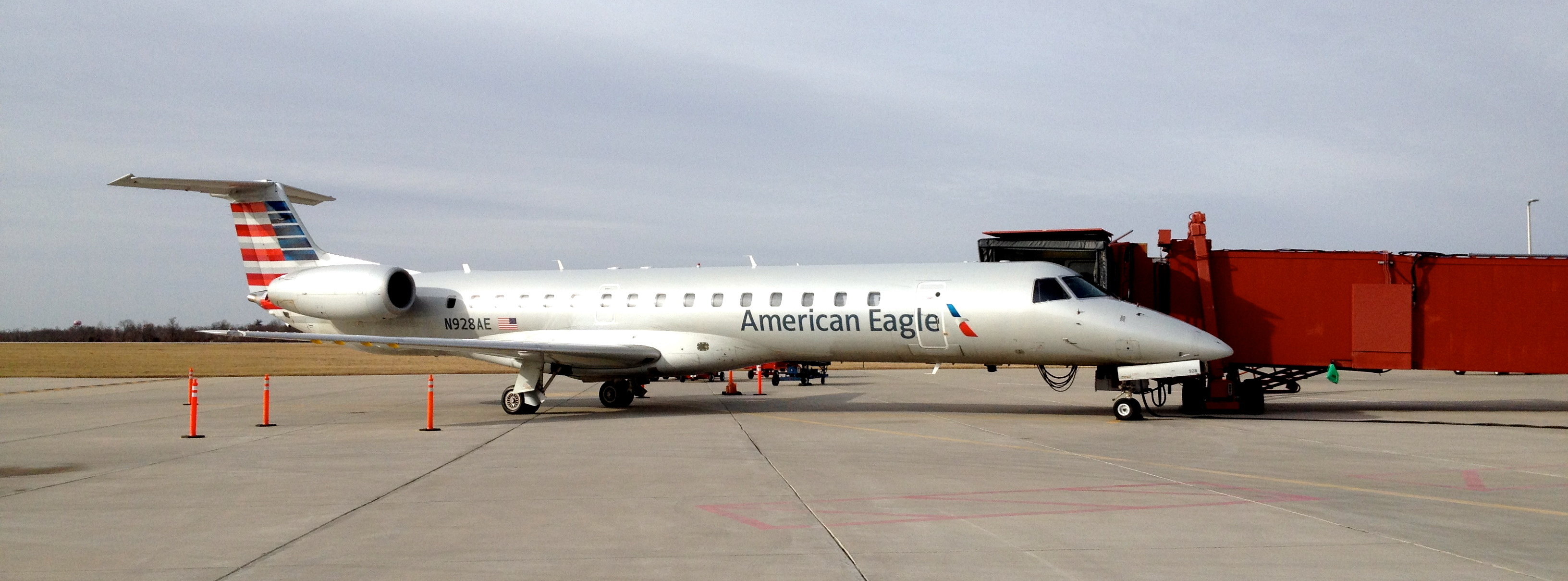
Embraer ERJ 145

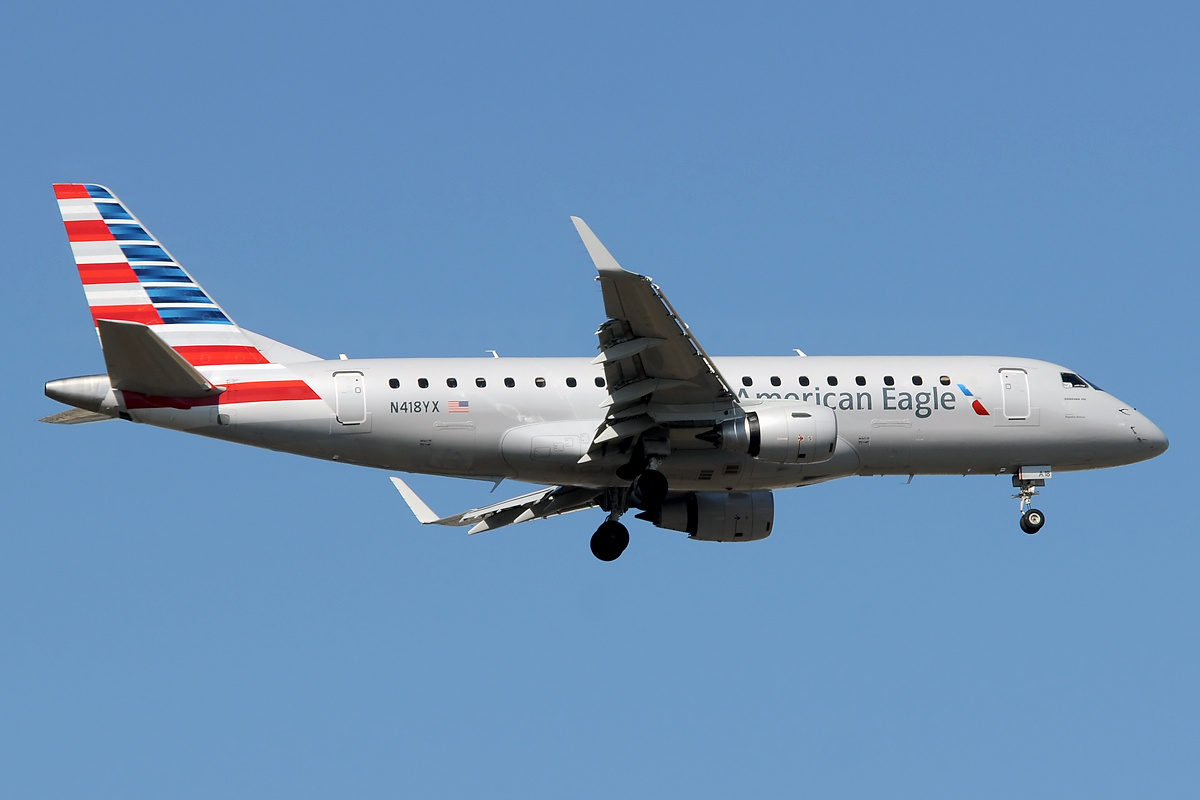
Embraer 175

Além dos pedidos listados acima, a American Airlines também realizou um pedido de 90 aeronaves Embraer 175, cuja designação aérea ainda não foi determinada. 

### Operadores anteriores
| Empresa                                         | Anos em operação | Observações |
| ----------------------------------------------- | ---------------- | --- |
| Air Midwest                                     | 1985–1988        | Ativos adquiridos pela AMR e integrados à Nashville Eagle.                                                                     |
| American Eagle Airlines                         | 1998–2014        | Rebatizada para Envoy Air. |
| AVAir (antiga Air Virginia)                     | 1985–1988        | Declarou falência. Ativos adquiridos pela AMR e integrados à Nashville Eagle.                                                  |
| Chaparral Airlines                              | 1984–1990        | Adquirida pela AMR em 1992. Fundida com a Metroflight Airlines.                                                                |
| Command Airways                                 | 1986–1991        | Adquirida pela AMR em 1988. Fundida com a Nashville Eagle para formar a Flagship Airlines.                                     |
| Compass Airlines                                | 2015–2020        | Deixou de operar em abril de 2020. Ativos transferidos para a Envoy Air.                                                       |
| Executive Airlines                              | 1986–2013        | Adquirida pela AMR em 1989. |
| ExpressJet                                      | 2013–2018        | Transferida exclusivamente para a United Express.                                                                              |
| Flagship Airlines                               | 1991–1998        | Fundida com a Simmons Airlines e com a Wings West Airlines para formar a American Eagle Airlines.                              |
| Mesa Airlines                                   | 2014–2023        | Transferida exclusivamente para a United Express.                                                                              |
| Metroflight Airlines, divisão da Metro Airlines | 1984–1993        | Declarou falência. Ativos adquiridos pela AMR e integrados à Simmons Airlines.                                                 |
| Nashville Eagle                                 | 1988–1991        | Fundida com a Command Airways para formar a Flagship Airlines.                                                                 |
| Simmons Airlines                                | 1985–1998        | Adquirida pela AMR em 1987. Fundida com a Flagship Airlines e com a Wings West Airlines para formar a American Eagle Airlines. |
| Trans States Airlines                           | 1985–2018        | Operava originalmente como Trans World Express. Transferida exclusivamente para a United Express.                              |
| Wings West Airlines                             | 1986–1998        | Adquirida pela AMR em 1987. Fundida com a Flagship Airlines e com a Simmons Airlines para formar a American Eagle Airlines.    |

- Em janeiro de 1988, a Nashville Eagle passou a ser a primeira e a única companhia aérea iniciante da AMR Corporation, operando aeronaves adquiridas da Air Midwest.
- A Business Express foi adquirida pela AMR Eagle Holdings Corporation em março de 1999, apesar de nunca ter voado sob a bandeira da American Eagle até ser totalmente integrada à American Eagle Airlines em dezembro de 2000.

### Frota histórica de jatos regionais
A bandeira da American Eagle, através de seus vários parceiros regionais e também de companhias aéreas de passageiros, operou uma variedade de aeronaves bimotoras ao longo dos anos, incluindo os seguintes tipos:
| Aeronave        | Total | Introduzidas | Aposentadas | Substituto      | Observações                  |
| --------------- | ----- | ------------ | ----------- | --------------- | ---------------------------- |
| Embraer ERJ 135 | 40    | 1999         | 2019        | Embraer ERJ 145 | Operadas pela American Eagle |
| Embraer ERJ 140 | 59    | 2014         | 2021        | Embraer ERJ 145 | Operadas pela Envoy Air      |

### Frota histórica de turboélices

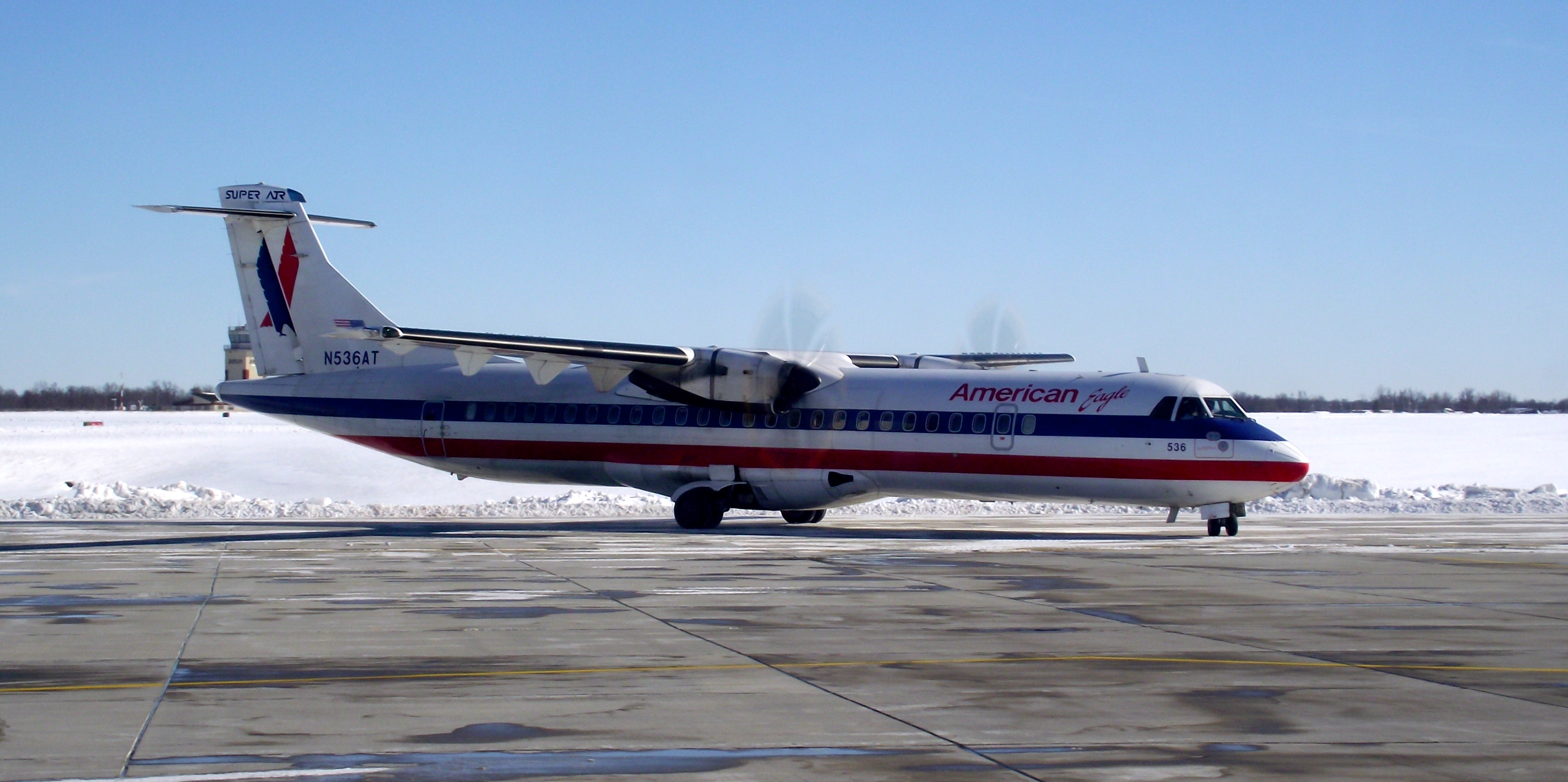
Um American Eagle ATR 72 operado pela Executive Airlines no Aeroporto Regional de Joplin (2011)

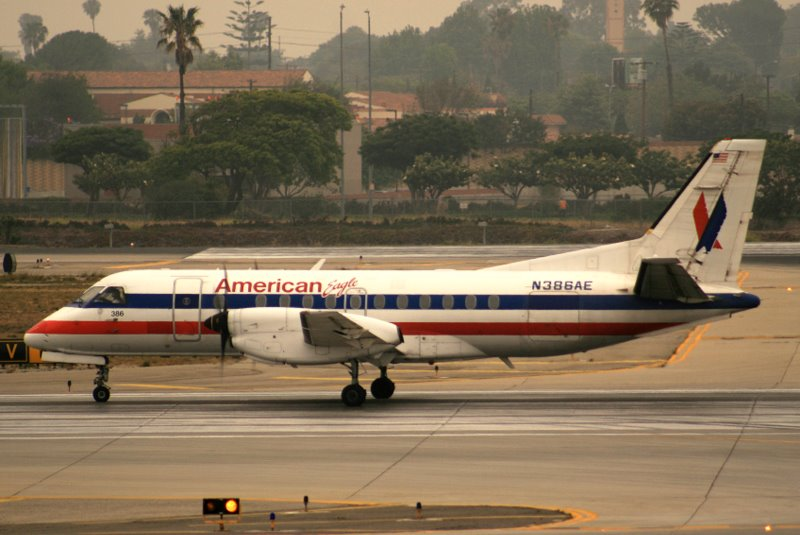
Um Saab 340 operado pela American Eagle no Aeroporto Internacional de Los Angeles (2007)

Também por meio de seus diversos parceiros regionais e de companhias aéreas de passageiros, a bandeira da American Eagle operou um grande número de aeronaves bimotoras turboélice ao longo dos anos, incluindo os seguintes tipos:
| Aeronave                 | Total | Introduzidas | Aposentadas | Substituto                            | Observações                                                |
| ------------------------ | ----- | ------------ | ----------- | ------------------------------------- | ---------------------------------------------------------- |
| ATR 42                   | 51    | 1991         | 2004        | ATR 72                                | Operadas pela Executive Airlines                           |
| ATR 72                   | 46    | 1991         | 2013        | Embraer ERJ 145                       | Operadas pela Executive Airlines                           |
| BAe Jetstream 31         | 15    | 1991         | 1994        | Saab 340                              | Operadas pela Wings West Airlines                          |
| BAe Jetstream 32         | 48    | 1991         | 1994        | Saab 340                              | Operadas pela Wings West Airlines                          |
| Beechcraft Model 99      | 2+    | 1985         | 1994        | None                                  | Operadas pela Wings West Airlines                          |
| Bombardier Dash 8-100    | 30    | 2013         | 2018        | Embraer ERJ 145                       | Operadas pela Piedmont Airlines                            |
| Bombardier Dash 8-300    | 11    | 2013         | 2018        | Embraer ERJ 145                       | Operadas pela Piedmont Airlines                            |
| CASA C-212               | 12+   | 1986         | 1993        | ATR 42, and ATR 72                    | Operadas pela Chaparral Airlines e pela Executive Airlines |
| Convair 580              | 14    | 1984         | 1993        | Saab 340                              | Operadas pela Metro Airlines                               |
| Embraer EMB 120 Brasilia | 4     | 1986         | 1988        | Fairchild Metroliner                  | Operadas pela Air Midwest                                  |
| Fairchild Metroliner     | 101+  | 1985         | 1998        | ATR 42, ATR 72, and Saab 340          | Operadas pela Wings West Airlines e pela Air Midwest       |
| Grumman Gulfstream I     | 5     | 1984         | 1990        | None                                  | Operadas pela Chaparral Airlines                           |
| NAMC YS-11               | 21    | 1985         | 1993        | Saab 340                              | Operadas pela Simmons Airlines                             |
| Saab 340                 | 143   | 1993         | 2008        | Embraer ERJ 145 and Bombardier CRJ700 | Operadas pela Simmons Airlines e pela Envoy Air            |
| Short 330                | 20    | 1985         | 1990        | None                                  | Operadas pela Command Airways e pela Metro Airlines        |
| Short 360                | 20    | 1991         | 1994        | Saab 340                              |                                                            |